# Гімназія Фашорі
Гімназія Фашорі (угор. Budapest-Fasori Evangélikus Gimnázium, досл. «євангелістська середня школа на алеї», також відома як Лютеранська середня школа Фашорі) — відома угорська середня школа, розташована в Будапешті. Її будівля знаходиться недалеко від міського парку.